# Вальтер-Шрайбер-Плац (станция метро)
Станция метро Вальтер-Шрайбер-Плац (нем. Walter-Schreiber-Platz) — станция Берлинского метрополитена на границе районов Штеглиц округа Штеглиц-Целендорф и Фриденау округа Темпельхоф-Шёнеберг. Расположена на линии U9 между станциями Шлосштрассе и Фридрих-Вильгельм-Плац. Находится под площадью Вальтер-Шрайбер-Плац, между улицами Бундесалле и Рейнштрассе. В непосредственной близости от станции находятся торговые центры.
Строительство станции велось с 1967 по 1969 год, открытие состоялось 29 января 1971 года. До 1974 года являлась конечной станцией линии.

## История строительства
Станция планировалась как пересадочная между U9 и так и не открытой линией U10, проект предполагал V-образное расположение станционных залов. Существующий станционный зал предназначался для поездов, следующих по линии U9, и расположен вдоль Бундесалле. Второй зал должен был располагаться под улицей Рейнштрассе и предназначался для поездов, следующих по линии U10.

## Оформление и расположение станции
Над проектом станции работало архитектор Райнер Рюммлер. Концепция станции типична для станций берлинского метро 1970-х годов: островная платформа шириной 9 метров и длиной 110 метров, с рядом колонн вдоль по центру платформы.
Первоначально стены были оформлены плитками из синего асбеста, а колонны отделаны серебристо-серым алюминием. В это же время под руководством Рюммеля строились станции Айзенахерштрассе и Байеришер Плац линии U7. Пол на станции до 2009 года был асфальтовым, позже он был заменён на светло-серые гранитные плиты с тактильным покрытием.
Оба вестибюля станции оформлены жёлто-зелёной плиткой. Южный выход станции позволяет попасть напрямую в торговый центр, не выходя на улицу.

## Современное состояние
С 2016 по 2019 год на станции проводилась реконструкция, затронувшая стены, потолок и освещение.